# Buffalo Springfield (musikalbum)
Buffalo Springfield är folkrockbandet Buffalo Springfields debutalbum, ursprungligen utgivet i oktober 1966. Efter att singeln "For What It's Worth" blivit en hit släpptes en ny version i mars 1967 med denna låt inkluderad istället för "Baby Don't Scold Me" från originalutgåvan. Medlemmarna själva var inte riktigt nöjda med albumet då de ansåg att det "fångade" gruppen på ett felaktigt sätt.

## Låtlista
1. "For What It's Worth" (Stephen Stills) - 2:37
2. "Go and Say Goodbye" (Stephen Stills) - 2:23
3. "Sit Down I Think I Love You" (Stephen Stills) - 2:34
4. "Nowadays Clancy Can't Even Sing" (Neil Young) - 3:28
5. "Hot Dusty Roads" (Stephen Stills) - 2:51
6. "Everybody's Wrong" (Stephen Stills) - 2:29
7. "Flying on the Ground Is Wrong" (Neil Young) - 2:43
8. "Burned" (Neil Young) - 2:18
9. "Do I Have to Come Right Out and Say It" (Neil Young) - 3:06
10. "Leave" (Stephen Stills) - 2:45
11. "Out of My Mind" (Neil Young) - 3:09
12. "Pay the Price" (Stephen Stills) - 2:36